# Sandnes Oilers
I Sandnes Oilers sono una squadra di football americano, di Sandnes, in Norvegia; fondati nel 1991 a Stavanger, l'anno successivo si spostarono a Sandnes.

## Dettaglio stagioni

### Tornei nazionali

#### Campionato

##### 1. Divisjon
| Stagione | regular season | regular season | regular season | regular season | regular season | regular season | playoff | playoff | playoff | playoff | playoff | playoff    | playoff         |
|          | Vin            | Par            | Per            | Tot            | PF             | PS             | Vin     | Per     | Tot     | PF      | PS      | risultato  | avversaria      |
| -------- | -------------- | -------------- | -------------- | -------------- | -------------- | -------------- | ------- | ------- | ------- | ------- | ------- | ---------- | --------------- |
| 1999     | -              | -              | -              | -              | -              | -              | 0       | 1       | 1       | 0       | 57      | Semifinale | Oslo Vikings    |
| 2000     | -              | -              | -              | -              | -              | -              | 0       | 1       | 1       | 0       | 62      | Semifinale | Eidsvoll 1814's |
| 2001     | -              | -              | -              | -              | -              | -              | 0       | 1       | 1       | 6       | 61      | Semifinale | Eidsvoll 1814's |
| Totale   | -              | -              | -              | -              | -              | -              | 0       | 3       | 3       | 6       | 180     |            |                 |

Fonti: Enciclopedia del Football - A cura di Roberto Mezzetti

##### 2. Divisjon
| Stagione | regular season | regular season | regular season | regular season | regular season | regular season | playoff | playoff | playoff | playoff | playoff | playoff           | playoff           |
|          | Vin            | Par            | Per            | Tot            | PF             | PS             | Vin     | Per     | Tot     | PF      | PS      | risultato         | avversaria        |
| -------- | -------------- | -------------- | -------------- | -------------- | -------------- | -------------- | ------- | ------- | ------- | ------- | ------- | ----------------- | ----------------- |
| 1993     | 6              | 0              | 0              | 6              | 202            | 22             | 1       | 0       | 1       | 18      | 16      | Campioni/Promossi | Kolbotn Kodiaks   |
| 1999     | 6              | 0              | 0              | 6              | 147            | 28             | 1       | 0       | 1       | 59      | 0       | Campioni          | Hamar Ruins       |
| 2000     | 6              | 0              | 0              | 6              | 252            | 35             | 1       | 0       | 1       | 1       | 0       | Campioni          | Bærum Blue Devils |
| 2001     | 8              | 0              | 0              | 8              | 193            | 28             | -       | -       | -       | -       | -       | Campioni          | -                 |
| Totale   | 26             | 0              | 0              | 26             | 794            | 113            | 3       | 0       | 3       | 78      | 16      |                   |                   |

Fonti: Enciclopedia del Football - A cura di Roberto Mezzetti

### Riepilogo fasi finali disputate
| Anno           | Luogo | Evento      | Fase del torneo      | Incontro                         | Risultato |
| 26 giugno 1993 |       | 2. divisjon | Spareggio promozione | Sandnes Oilers - Kolbotn Kodiaks | 18 - 16   |
| 21 agosto 1999 | Oslo  | 1. divisjon | Semifinale           | Oslo Vikings - Sandnes Oilers    | 57 - 0    |
| 8 luglio 2000  |       | 1. divisjon | Semifinale           | Eidsvoll 1814's - Sandnes Oilers | 62 - 0    |
| 2001           |       | 1. divisjon | Semifinale           | Eidsvoll 1814's - Sandnes Oilers | 61 - 6    |

## Palmarès
- 4 Campionati norvegese di secondo livello (1993, 1999, 2000, 2001)